# Woordherhaling
Woordherhaling is een term waarmee meerdere stijlfiguren kunnen worden samengevat.
Het herhalen van woorden is een eenvoudige en veel voorkomende retorisch figuur. Afhankelijk van welk element (woord of woordgroep) wordt herhaald, waar deze in de zin of regel staat en hoe vaak de herhaling plaatsvindt, worden verschillende types onderscheiden:
| naam          | vorm                  | beschrijving |
| ------------- | --------------------- | --- |
| Anadiplosis   | A B C / C D E         | Het element aan het einde van een syntactische eenheid wordt herhaald aan het begin van de volgende eenheid.                                     |
| Anafoor       | A B C / A D E         | Het element aan het begin van een eenheid begint ook met de volgende eenheid.                                                                    |
| Complexio     |                       | zie Symploke |
| Diacope       | A B C D, B!           | Het element wordt herhaald om het extra lading mee te geven.                                                                                     |
| Diafoor       | A B1 C D B2           | De herhaling van het woord in een andere betekenis.                                                                                              |
| Distinctio    |                       | zie: Diafoor |
| Epanadiplosis | A B C D E A           | De herhaling van een element vanaf het begin van een grotere eenheid (couplet, alinea, heel werk) aan het einde van die eenheid.                 |
| Epanalepsis   | A B C A D E           | Een element wordt met na enkele woorden herhaald.                                                                                                |
| Epifoor       | A B C / D E C         | Het element aan het einde van een eenheid wordt aan het einde herhaaldelijk gebruikt in de volgende eenheden (tegenovergestelde van de anafoor). |
| Epiploke      | A B C / C D E / E F G | Een meervoudige anadiplosis. |
| Epizeuxis     | A B B B B C           | Een geminatio meerdere keren aangebracht. |
| Geminatio     | A B B C               | De onmiddellijke duplicatie van een element. |
| Kyklos        | A B C D A             | Het element aan het begin van een eenheid wordt aan het einde ervan herhaald.                                                                    |
| Palilogie     | A B B C               | Net als bij de geminatio met de elementen direct na elkaar, waarbij tweede het eerste accentueert.                                               |
| Ploke         |                       | zie: Diafoor |
| Symploke      | A B C / A D C         | Verbinding van anafoor en epifoor. |